# 476年
| 千纪： | 1千纪                                                                                           |
| 世纪： | 4世纪 \| 5世纪 \| 6世纪                                                                         |
| 年代： | 440年代 \| 450年代 \| 460年代 \| 470年代 \| 480年代 \| 490年代 \| 500年代                       |
| 年份： | 471年 \| 472年 \| 473年 \| 474年 \| 475年 \| 476年 \| 477年 \| 478年 \| 479年 \| 480年 \| 481年 |
| 纪年： | 丙辰年（龙年）；北魏延兴六年，承明元年；南朝宋元徽四年；柔然永康十三年；高句丽建兴五年          |

## 大事记
- 南朝宋

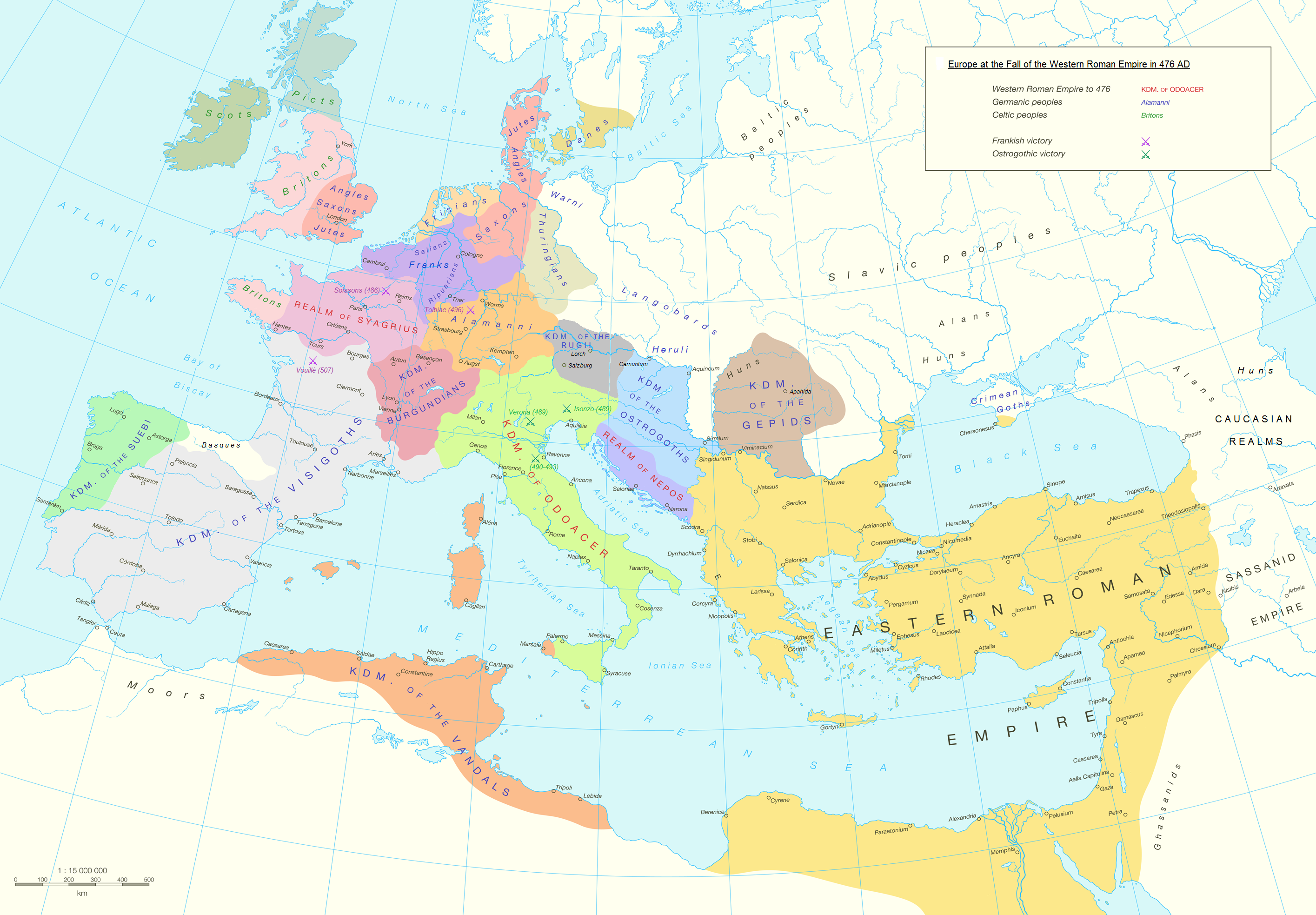
476年西方世界形势图

- 宋文帝在世最年長的孫兒建平王劉景素因誤信羽林監桓祗祖所報建康京師潰亂的消息，據京口起兵，成千的人都爭著歸順景素，但很快被朝廷軍隊擊敗。
- 西罗马帝国
  - 9月4日——西罗马帝国皇帝羅慕路斯·奧古斯都被奧多亞塞脅迫退位，標誌著西罗马帝国滅亡。

## 逝世
- 7月20日：北魏献文帝拓跋弘，被冯太后鸩杀（453年生，于23岁逝世）
- 8月28日：欧瑞斯特，一位擁有日耳曼民族血統的羅馬將軍和政治家。
- 劉景素，建平宣簡王劉宏之兒子。